# نايجل برادي
نايجل برادي (بالإنجليزية: Nigel Brady) هو لاعب اتحاد الرغبي أيرلندي، ولد في 9 أكتوبر 1979 في جزيرة أيرلندا في جمهورية أيرلندا.

## وصلات خارجية
- نايجل برادي عل موقع إسبنسكروم (الإنجليزية)
- نايجل برادي على موقع ItsRugby.co.uk (الإنجليزية)